# فينود كومار
فينود كومار (بالتيلوغوية: వినోద్ కుమార్)‏ هو ممثل هندي، ولد في 1963 في الهند.

## وصلات خارجية
- فينود كومار على موقع IMDb (الإنجليزية)